# Isusova mala braća
Isusova mala braća su muška katolička redovnička zajednica. Zajednica je utemeljena 1933. godine u Alžiru, kamo se osnivač Rene Voillaume s nekolicinom sljedbenika povukao živjeti život po uzoru na Charlesa de Foucaulda, malog brata Karla. Tu su živjeli monaškim načinom života, dok su poslije Drugoga svjetskog rata počeli uspostavljati male zajednice od po 2-3 brata u cijelome svijetu. Danas zajednica Isusove male braće broji oko 250 braće u 43 zemlje diljem svijeta. Žive u rubnim četvrtima gradova, u selima, dijele sudbinu lokalnog stanovništva i nastoje svima uz koje žive biti blizi, po uzoru na Charlesa de Foucaulda i njegov život među alžirskim muslimanima. Jedna mala zajednica Isusove male braće živi i u Zagrebu.
Godine 1939. mala sestra Magdalena osnovala je Isusove male sestre također po uzoru na život i duhovnost Charlesa de Fouchaulda. Danas je u sedamdesetak zemalja preko 1300 malih sestara. Postojala su dva bratstva Isusovih malih sestara u Hrvatskoj i nalaziše se : u Zagrebu i Aljmašu. Od 2011. godine, bratstvo u Aljmašu je zatvoreno i ostaje samo bratstvo u Zagrebu. Bratstvo iz Zagreba (Hrvatska), Beograda (Srbija), Ruskog Krstura (Vojvodina) čine jednu zajednicu čija je glavna i odgovorna sestra u Budimpešti (Mađarska).
Sveci, blaženici i sluge božje iz njihovih redova su brat Karlo (Charles de Fouchauld), sestra Magdalen.

## Vanjske poveznice
- Isusova mala braća - službene stranice  Arhivirana inačica izvorne stranice od 24. rujna 2006. (Wayback Machine)
- Charles de Foucauld  Arhivirana inačica izvorne stranice od 12. ožujka 2007. (Wayback Machine)
- Isusova mala braća  Arhivirana inačica izvorne stranice od 21. veljače 2006. (Wayback Machine)
- Male sestre Isusove - službene stranice  Arhivirana inačica izvorne stranice od 28. rujna 2013. (Wayback Machine)